# نمایه شاخص توانی
برای فیبرهای نوری، نمایهٔ شاخص توانی (به انگلیسی: power-law index profile)، شاخصی از نمایه شکست است که با رابطه زیر مشخصه‌سازی می‌شود
{\displaystyle n(r)={\begin{cases}n_{1}{\sqrt {1-2\Delta \left({r \over \alpha }\right)^{g}}}&r\leq \alpha \\n_{1}{\sqrt {1-2\Delta }}&r\geq \alpha \end{cases}}}
که اینجا {\displaystyle \Delta ={n_{1}^{2}-n_{2}^{2} \over 2n_{1}^{2}},}
و {\displaystyle n(r)} ضریب شکست اسمی به عنوان تابعی از فاصله از محور فیبر است، {\displaystyle n_{1}} ضریب شکست اسمی روی محور است، {\displaystyle n_{2}} ضریب شکست پوشش است که به صورت همگن در نظر گرفته می‌شود ({\displaystyle n(r)=n_{2}} برای {\displaystyle r\geq \alpha }) {\displaystyle \alpha } شعاع هسته است و {\displaystyle g} پارامتری است که شکل نمایه را مشخص می‌کند. {\displaystyle \alpha } اغلب به جای {\displaystyle g} استفاده می‌شود. از این رو، گاهی به آن نمایه آلفا می‌گویند.
برای این دسته از پروفایل‌ها، اعوجاج چندمُد کوچک‌ترین زمانی است {\displaystyle g} بسته به ماده مورد استفاده، مقدار خاصی را می‌گیرد. برای اکثر مواد، این مقدار بهینه تقریباً ۲ است. در حد بی‌نهایت {\displaystyle g}، نمایه‌ای با نمایه شاخص‌پله‌ای تبدیل می‌شود.